# Répression sexuelle

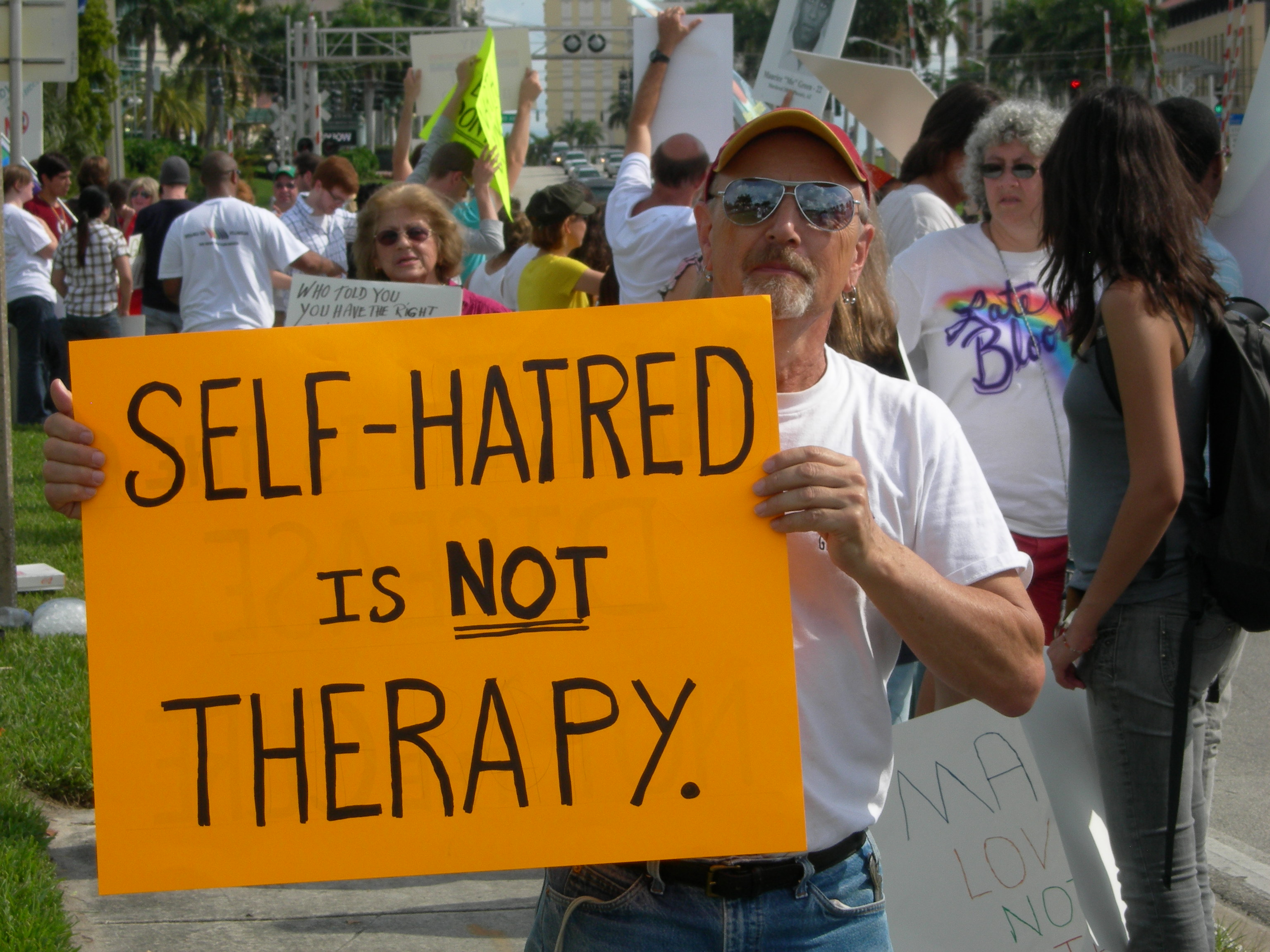
Manifestation contre les thérapies de conversion (une forme de répression de l'homosexualité).

La répression sexuelle est un ensemble de dispositifs qui contribuent à l'affaiblissement ou à l'absence de vie sexuelle.

## Répression sexuelle dans la religion
La répression sexuelle est une prohibition récurrente dans le contexte religieux, que ce soit l'interdiction de la sexualité hors mariage, l'interdiction de la sexualité non reproductive ou l'interdiction de l'homosexualité.

## Répression de l'homosexualité
En 2014, 70 pays interdisent l'homosexualité sous peine de prison et cinq autres pays sous peine de mort.